# Тропичен саванен климат
Тропичният саванен климат е климатичен тип в класификацията на Кьопен, означаван със символа Aw. Отличава се от другите типове тропичен климат със силно изразени сух и влажен сезон, като през най-сухия месец количеството на валежите е под 100 mm - P/25, където P е годишното количество на валежите. Условие за наличие на тропичен саванен климат е годишното количество на валежите да бъде под 2500 mm.
Тропичният саванен климат обхваща големи части от Югоизточна и Южна Азия, Южна и Централна Америка, Централна, Източна и Западна Африка, Северна Австралия, характеризиращи се със саванен ландшафт.
Тропичният саванен климат в системата на Кьопен до голяма степен, макар и не напълно, съответства на субекваториалния пояс в класификацията на Алисов.